# Actinidia deliciosa

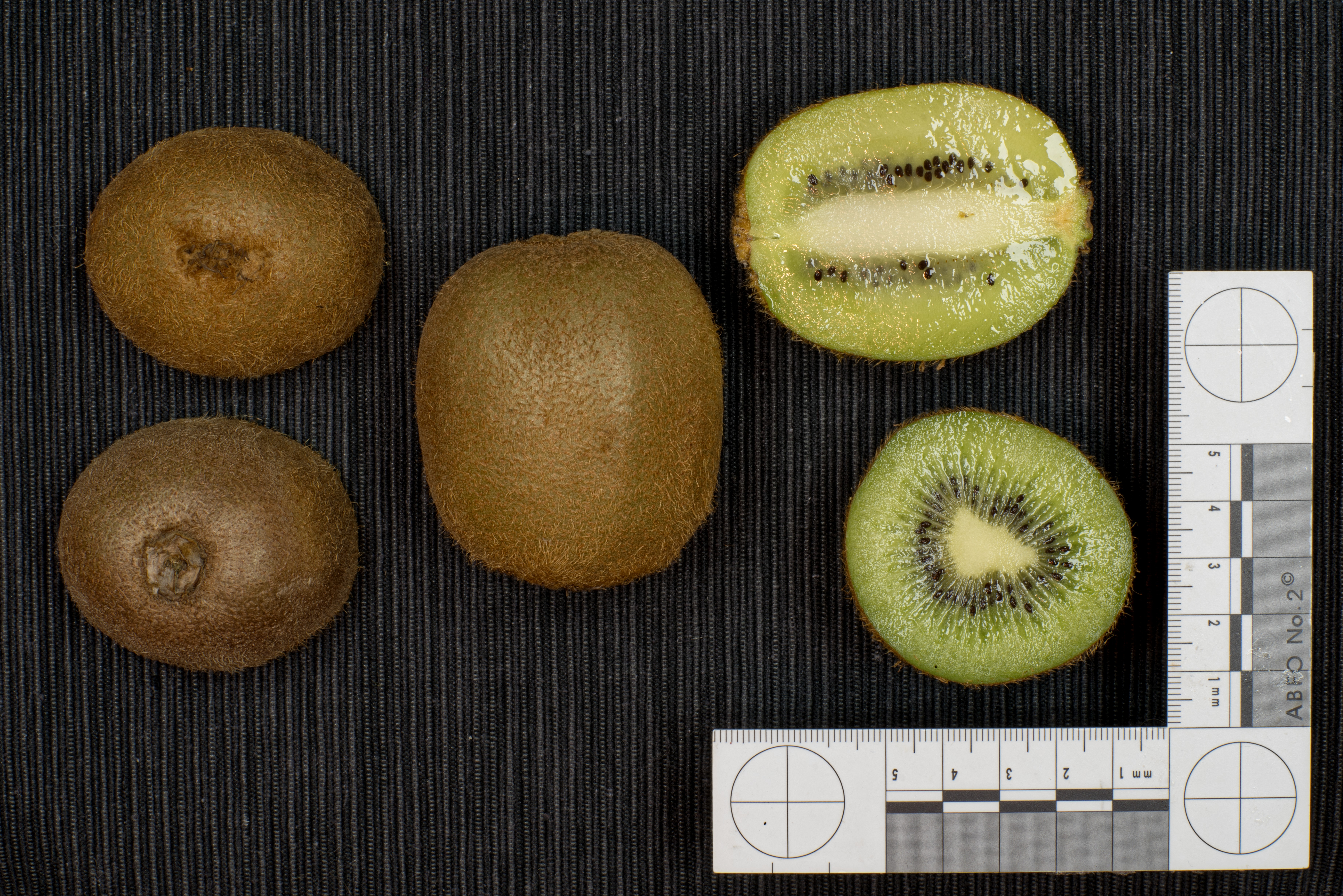
Ansichten der Frucht

Actinidia deliciosa, im Deutschen als Kiwi, Chinesischer Strahlengriffel oder Chinesische Stachelbeere bezeichnet, ist eine nur in Kultur vorkommende Art der Strahlengriffel. Diese Art, besonders die Sorte ‘Hayward’, liefert den Großteil der weltweit gehandelten Kiwifrüchte.
Sie wird erst seit 1984 als eigene Art vom Chinesischen Strahlengriffel (Actinidia chinensis) unterschieden.

## Merkmale
Actinidia deliciosa ist eine ausdauernde, verholzte, lianenartig wachsende, sommergrüne Schlingpflanze. Die Blätter stehen wechselständig und sind je nach Varietät sehr unterschiedlich geformt. Sie sind breit bis langgestreckt, oval bis herzförmig. An der Unterseite sind sie weich behaart.
Diese Art ist zweihäusig, das heißt, es gibt männliche und weibliche Blüten an getrennten Pflanzen. Die Blüten stehen einzeln oder zu mehreren in Blütenständen, die seitlich aus Blattachseln entspringen. Die Blütenstände entstehen an vorjährigen Trieben. Die Blüten sind vier bis fünf Zentimeter groß, weiß und wohlriechend.
Kiwis haben einen süß-säuerlichen Geschmack. Die Früchte sind ovale bis walzenförmige Beeren von bis zu acht Zentimeter Länge und fünf Zentimeter Breite. Manchmal sind sie zweiseitig abgeflacht. Die Schale ist dünn und fellartig behaart. Die Farbe der Schale ist je nach Varietät grün bis braun, manche seltene Arten können auch eine pinkfarbene Schale ausbilden. Das Fruchtfleisch ist glasig, saftig und je nach Varietät hell- bis dunkelgrün. Die Fruchtachse ist cremefarben und fleischig. Die zahlreichen Karpelle erscheinen im Querschnitt strahlenförmig hell, zwischen ihnen sitzen viele kleine dunkle Samen. Samenanzahl und Fruchtgröße hängen stark voneinander ab, weshalb eine gute Befruchtungsquote für den Ertrag wichtig ist.

## Namen
Der Name Kiwi für diese Frucht wurde aus marktstrategischen Überlegungen 1959 in Neuseeland erfunden und leitet sich vom Kiwi-Vogel ab. In ihrer Heimat China heißt die Frucht 猕猴桃 míhóutáo. Traditionell wurde sie in China nicht angebaut, sondern wild gesammelt.
In Nordamerika und deutschsprachigen Ländern wird die Frucht meistens „Kiwi“ genannt, im Gegensatz zu den meisten anderen englischsprachigen Ländern, wo die Frucht kiwi fruit („Kiwifrucht“) genannt wird. Im Deutschen unterscheiden sich Vogel und Frucht durch das grammatikalische Geschlecht: der Kiwi (Vogel), die Kiwi (Frucht).
Die Bezeichnung „Kiwi“ wurde nicht geschützt, und so wurde sie schon bald auch für außerhalb Neuseelands angebaute Kiwis verwendet. Die in Neuseeland angebauten Kiwis werden heute unter dem Markennamen Zespri von der gleichnamigen Marketingorganisation vertrieben.

## Inhaltsstoffe
Kiwis enthalten je 100 g Frucht etwa 71 mg Vitamin C. Sie enthalten außerdem das proteinspaltende Enzym Actinidain, das jedoch beim Kochen zerstört wird. Rohe Kiwis vertragen sich nicht mit Milchprodukten – die Speise wird nach wenigen Minuten bitter, wenn die Früchte roh hinzugefügt werden, weil das Enzym in der Frucht die Milchproteine zersetzt. Dabei bilden sich bitter schmeckende Peptide, die sonst nur beim bakteriellen Verderb auftreten. Abhilfe schafft kurzes Dünsten mit etwas Zucker und Wasser oder Saft. Andererseits sind rohe Kiwis ein guter Nachtisch für proteinreiche Speisen, da das Enzym die Verdauung der Proteine erleichtert.
| Brennwert               | Wasser  | Fett  | Kohlenhydrate | Kalium | Calcium | Magnesium | Vitamin C | Citronensäure |
| 215–255 kJ (51–61 kcal) | 81–84 g | 1,0 g | 11 g          | 295 mg | 38 mg   | 24 mg     | 71 mg     | 990 mg        |

Quelle: Rewe-Nährwerttabelle sowie im Lexikon der Ernährung
| Kalium | Calcium | Magnesium | Vitamin C |
| 15 %   | 5 %     | 8 %       | 95 %      |

## Anbau

Magnetresonanztomographie einer Kiwi

Die Früchte stammen ursprünglich aus dem südlichen China. Die Lehrerin Mary Isabel Fraser importierte die ersten Samen aus einer Mission in Yichang im Jangtsekiangtal im Januar 1904 nach Neuseeland. Der Gärtner Alexander Allison pflanzte diese auf seinem Grundstück südlich von Whanganui an, wo die Pflanzen 1910 erstmals Früchte auf neuseeländischem Boden trugen. Der Gartenbauwissenschaftler Hayward Wright züchtete aus diesen zunächst Chinesische Stachelbeere genannten Pflanzen erstmals kommerziell die Sorte ‘Hayward’, die auch noch heute einen Großteil der gehandelten Kiwifrüchte ausmacht. Um 1950 wurden diese erstmals in der Bay of Plenty angebaut und schon bald darauf nach Europa und Nordamerika exportiert.
In China und Taiwan werden Kiwis nach wie vor angebaut, vorwiegend in der bergigen Region von Changjiang und Sichuan.
In Europa ist die Kiwifrucht aus den Provinzen Rom und Latina mit der Herkunftsbezeichnung Geschützte geografische Angabe (g.g.A.) ital.: indicazione geografica protetta (IGP), als Kiwi Latina geschützt.

## Wirtschaftliche Bedeutung
2022 wurden laut der Ernährungs- und Landwirtschaftsorganisation FAO weltweit 4.539.471 t Kiwi geerntet.
Folgende Tabelle gibt eine Übersicht über die zehn größten Produzenten von Kiwis weltweit, die insgesamt 98,5 % der Erntemenge produzierten. China allein erntete 52,4 %. Die größten Erzeuger der EU waren Italien, Griechenland und Portugal.
| Rang | Land                | Menge (in t) |
| ---- | ------------------- | ------------ |
| 1    | Volksrepublik China | 2.380.304    |
| 2    | Neuseeland          | 603.523      |
| 3    | Italien             | 523.120      |
| 4    | Griechenland        | 320.270      |
| 5    | Iran                | 294.571      |
| 6    | Chile               | 114.534      |
| 7    | Türkei              | 100.772      |
| 8    | Portugal            | 52.920       |
| 9    | Frankreich          | 47.120       |
| 10   | Vereinigte Staaten  | 33.110       |
|      | Summe Top Ten       | 4.470.244    |
|      | restliche Länder    | 69.227       |

## Systematik und Sorten
Actinidia deliciosa wurde erst 1984 als eigenständige Art beschrieben, vorher galt sie als Varietät von Actinidia chinensis.
Wichtige weibliche Sorten sind ‘Bruno’, ‘Abbott’, ‘Allison’ und ‘Monty’. Die wichtigste, mit rund 80 Prozent der Weltproduktion, ist jedoch ‘Hayward’, die sich durch Großfrüchtigkeit, guten Geschmack und lange Haltbarkeit auszeichnet, während ihre Ertragsfähigkeit geringer als bei anderen Sorten ist. Die 1989 eingeführte Sorte ‘Top Star Vantini’ aus Italien ist die erste unbehaarte Sorte.
Die Sorte ‘Kiwi Gold’ (Handelsname Zespri Gold) gehört zur Art Actinidia chinensis.

## Bilder

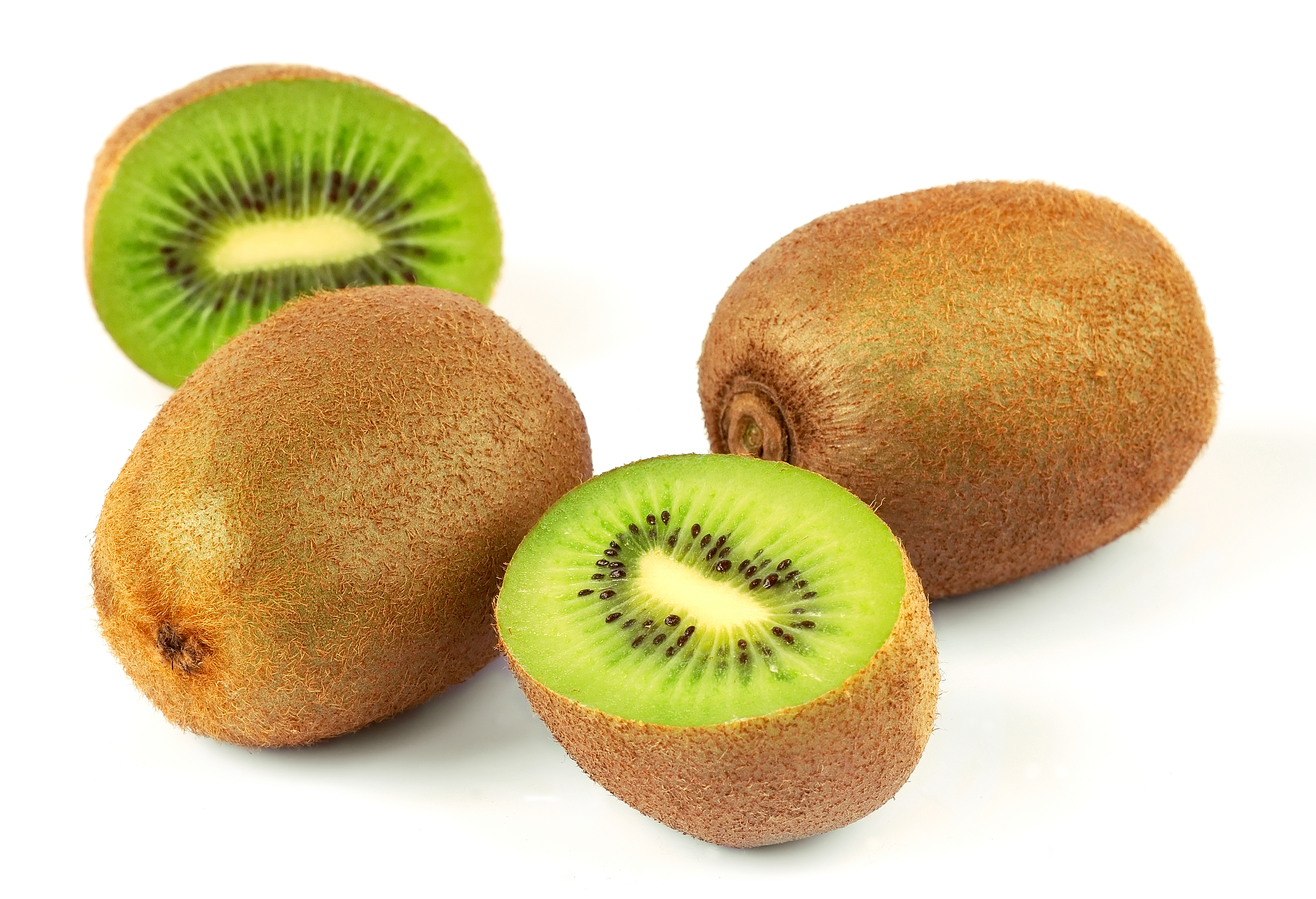
Früchte, ganz und aufgeschnitten
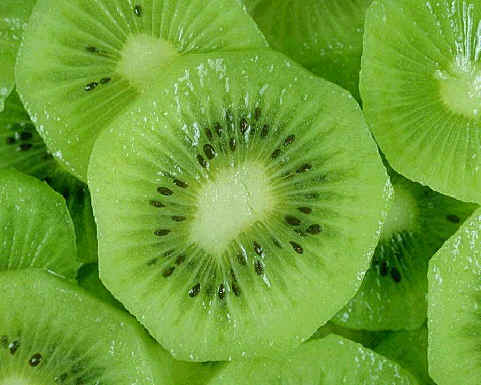
Kiwifrüchte, geschält und geschnitten
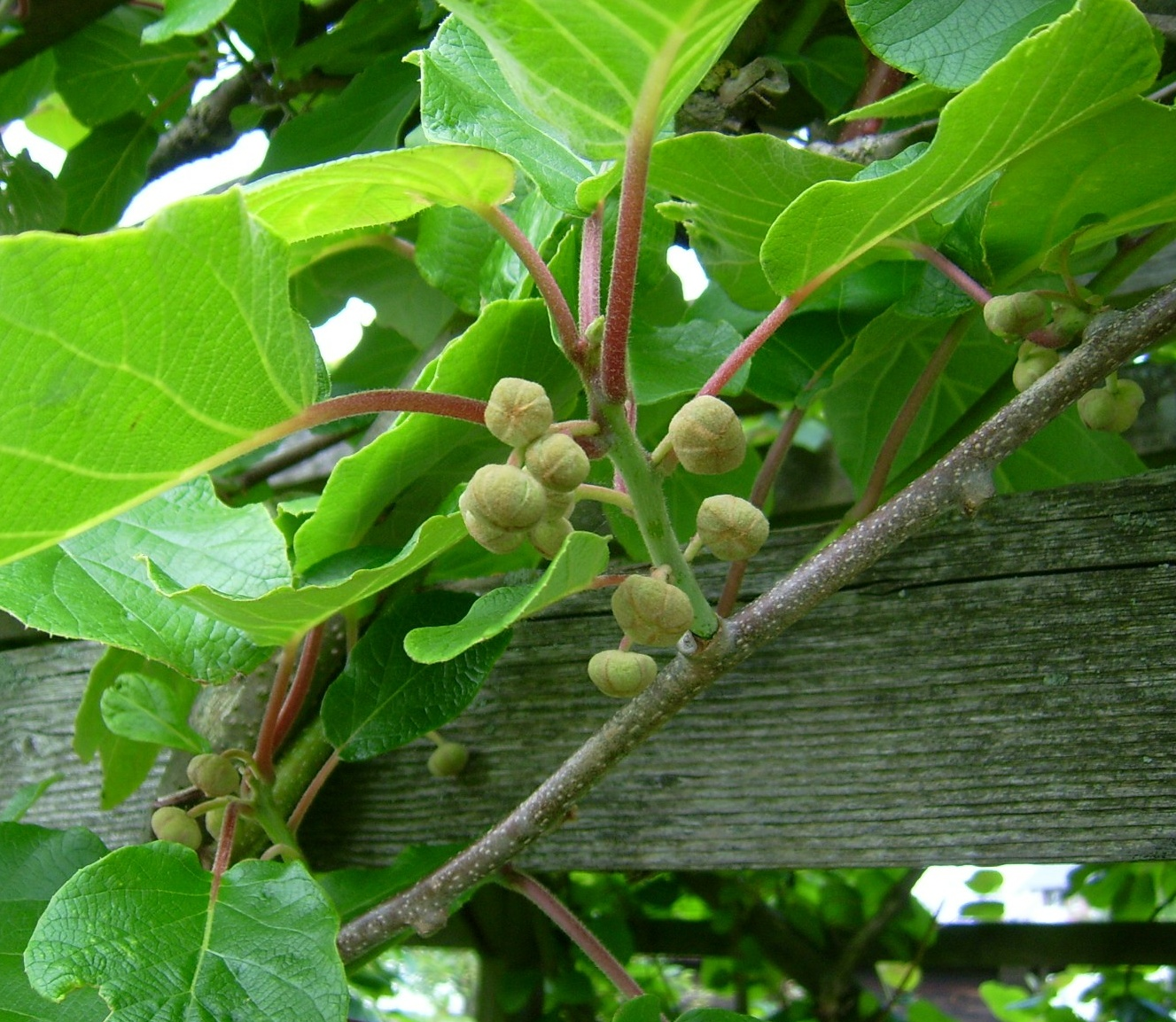
Kiwi vor der Blüte
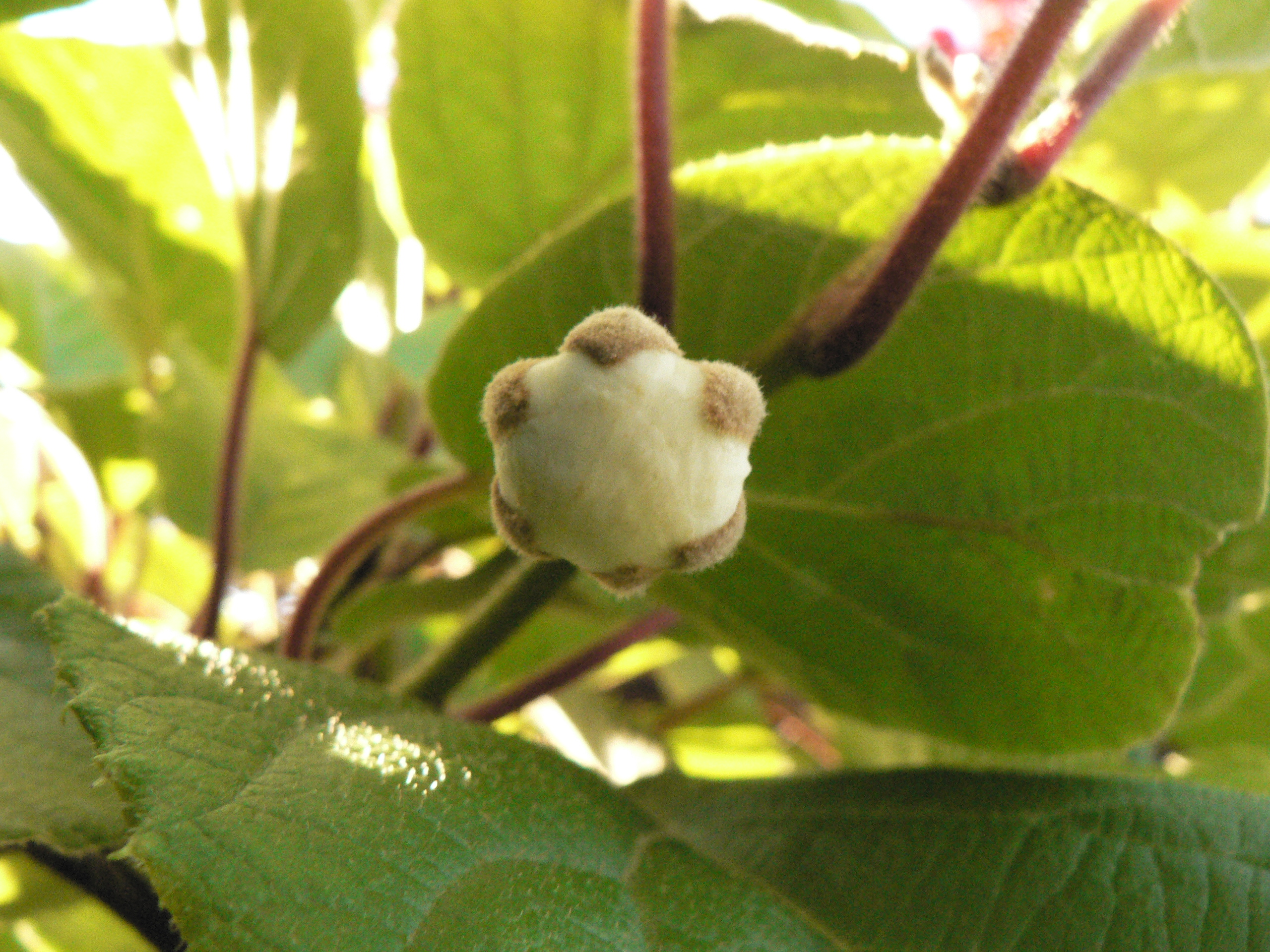
Kiwiblüte fast geöffnet
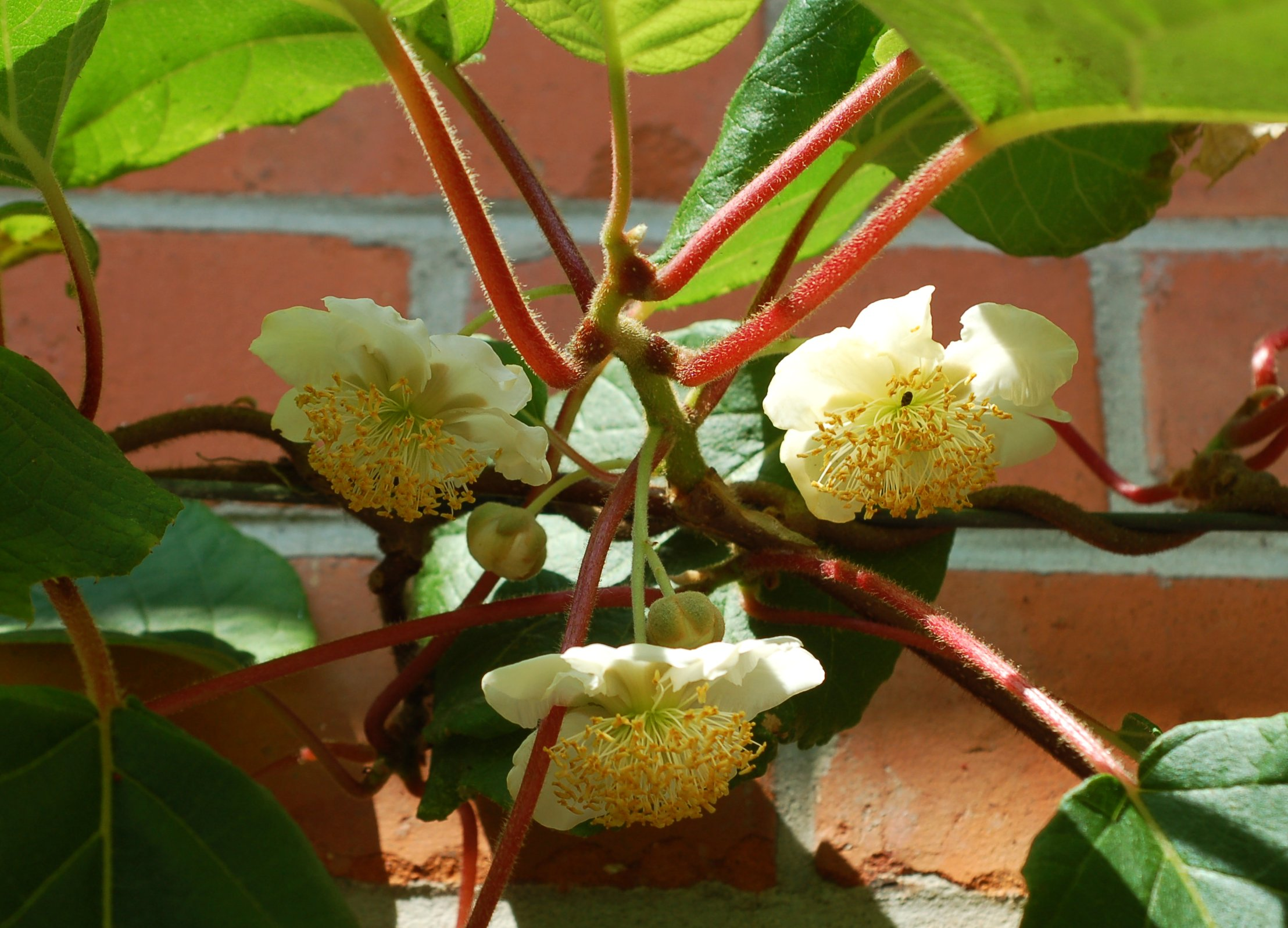
Männliche Blüten
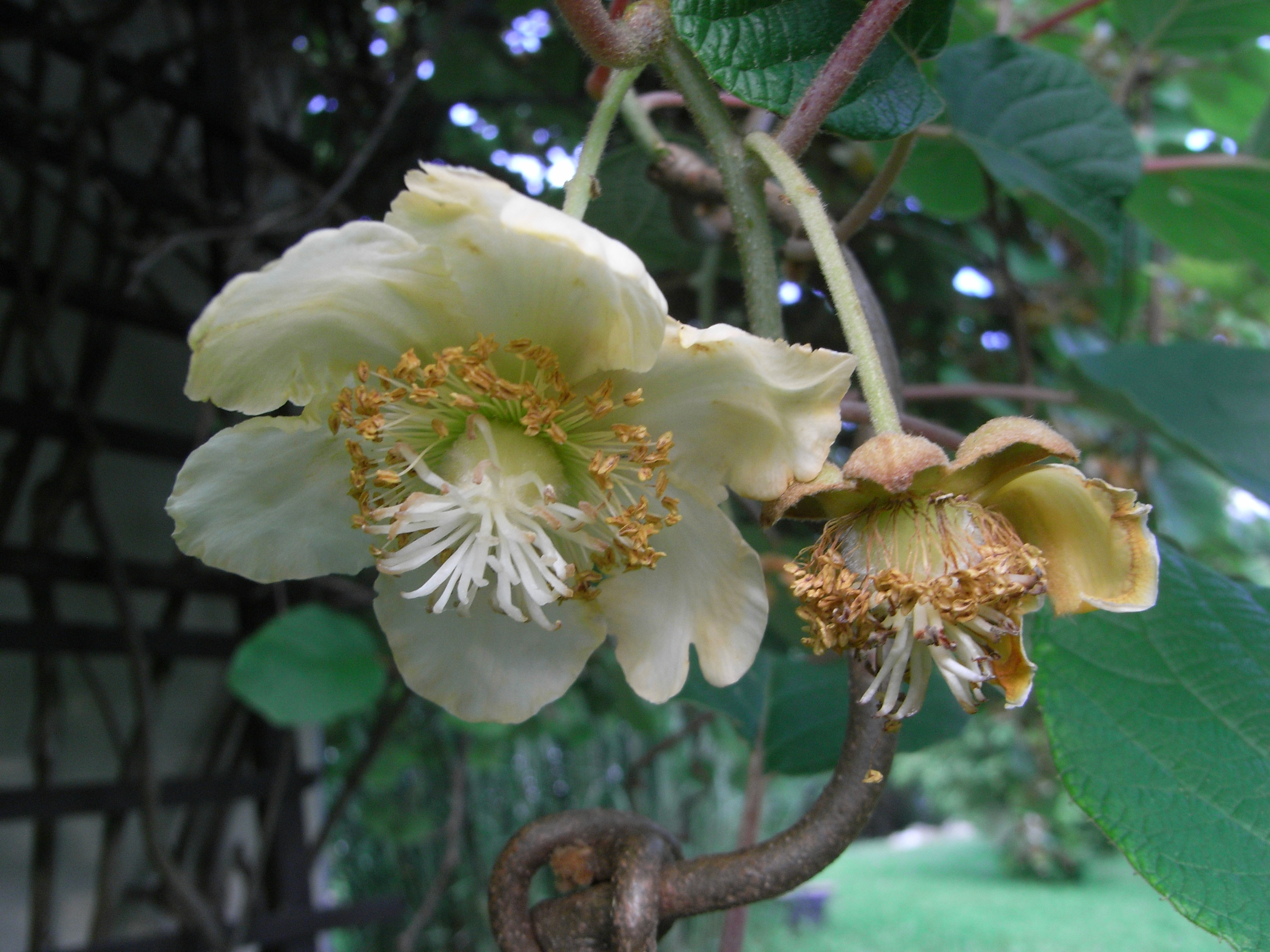
Weibliche Blüten
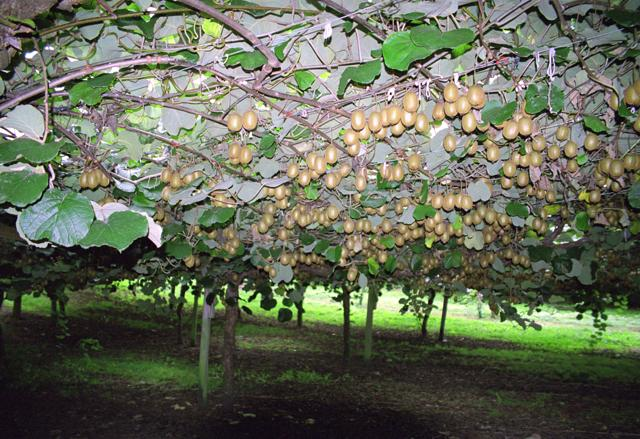
Kiwi-Sträucher auf einer Plantage
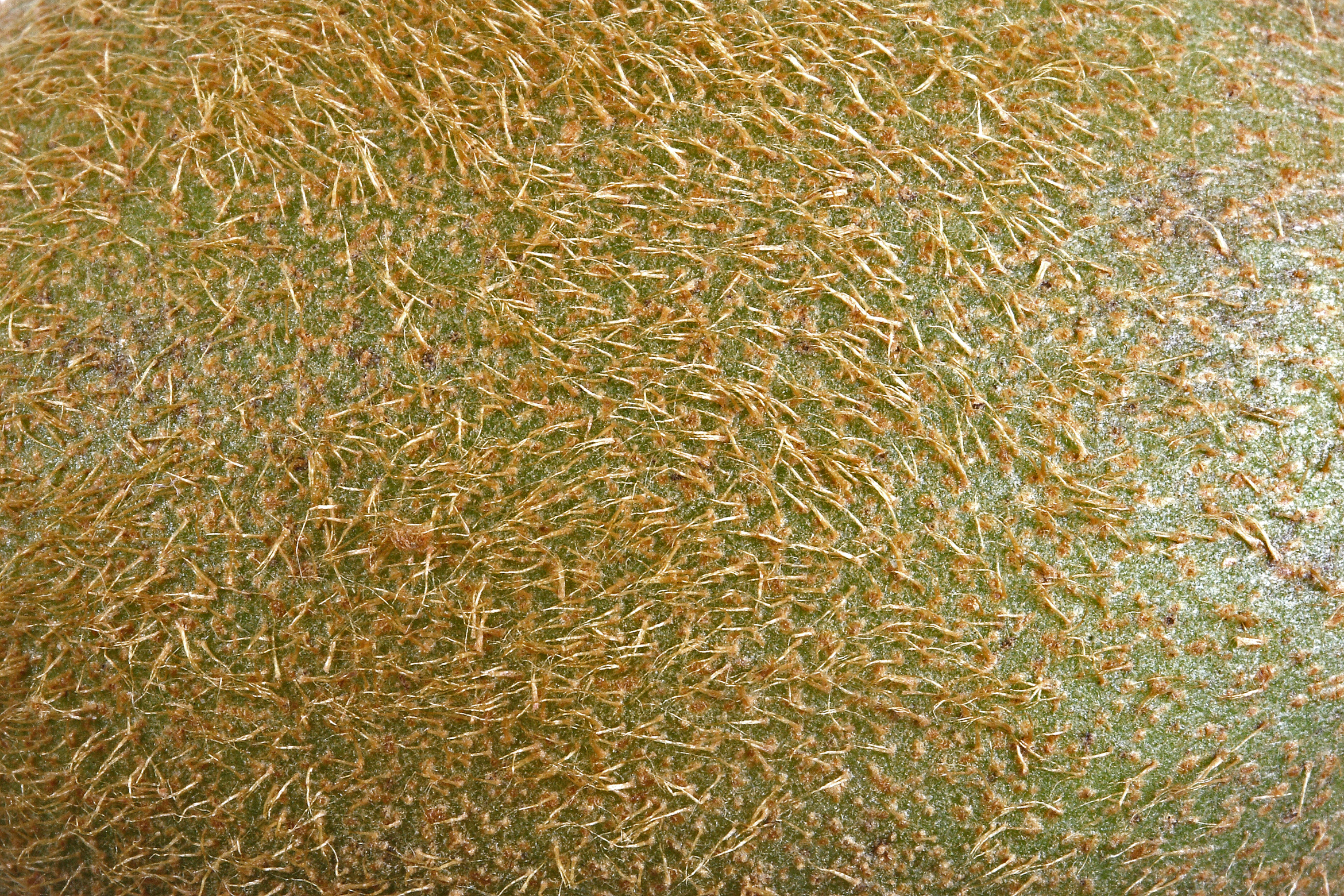
Nahaufnahme der Fruchtoberfläche